# طوطی طاس
طوطی طاس (Pyrilia aurantiocephala) یا طوطی سر نارنجی گونه‌ای از طوطی‌ها در خانواده (Psittacidae) است که درگذشته در تیره (Pionopsitta) قرار داشت اما اکنون منطبق هستند.
این طوطی بومی شرق آمازون مرکزی در کشور برزیل است. زیستگاه طبیعی آن جنگل‌ها و دشت‌های مرطوب استوایی است. که امروزه به دلیل جنگل زدایی گسترده آمازون، مورد تهدید قرار گرفته‌است.
در ابتدا اعتقاد بر این بود که این طوطی، وضعیت نوجوان و نابالغ طوطی کرکس است. با وجود رنگ نارنجی سر طاس آن در مقایسه با سر سیاه کرکس طوطی. اما بعدها مشخص شد که این طوطیان، از نظر جنسی بالغ بوده و در نتیجه به عنوان یک گونه جدید توصیف شدند.
در حقیقت، طوطیان نابالغ هر دو گونه کاملاً بر خلاف بزرگسالان دارای سرهای پر و مایل به سبز هستند.

## توضیحات
طوطی طاس یک طوطی متوسط، کوچک و سبز با سر طاس و نارنجی مایل به قهوه‌ای است.
این طوطی به عنوان چندین عضو دیگر از جنس Pyrilia دارای پوشش قرمز رنگی است که هنگام نشستن به سختی قابل مشاهده است اما هنگام پرواز به خوبی مشهود است.